# Metal Gear Survive
Metal Gear Survive là một trò chơi hành động phiêu lưu sinh tồn được phát triển và phát hành bởi hãng Konami. Đây là tựa game Metal Gear đầu tiên được phát triển kể từ sau khi Hideo Kojima rời khỏi Konami vào cuối năm 2015. Trò chơi diễn ra trong khoảng thời gian giữa Metal Gear Solid V: Ground Zeroes và Metal Gear Solid V: The Phantom Pain. Trò chơi sẽ được phát hành cho Microsoft Windows, PlayStation 4 và Xbox One vào tháng 2 năm 2018.

## Cốt truyện
Sau cuộc di tản của Big Boss và Kazuhira Miller từ Căn cứ Mẹ bị bao vây, một lỗ sâu mở ra trên bầu trời và nuốt chửng nhà máy ngoài khơi cũng như những quân nhân Militaires Sans Frontières còn lại. Những người lính được vận chuyển đến một thực tế thay thế cùng với phần còn lại của Căn cứ Mẹ, để rồi phát hiện ra thế giới này chứa đầy sự thù địch, những thực thể trông giống như zombie kết tinh được gọi là chủng "sinh vật". Mục tiêu của họ là tìm cho ra nguyên vật liệu và làm bất cứ điều gì để có thể quay trở lại thế giới của riêng họ.

## Lối chơi
Metal Gear Survive thuộc thể loại hành động phiêu lưu sinh tồn trong môi trường thế giới mở dưới góc nhìn thứ ba. Game sở hữu mục chơi mạng cộng tác cho phép người chơi được tham gia cùng với ba người chơi khác để khám phá thế giới của trò chơi và hoàn thành nhiệm vụ. người chơi cũng có thể được chơi solo đi kèm với ba đồng đội AI, mà người chơi có thể ra lệnh bất cứ lúc nào. Trò chơi sẽ có các giao dịch mua vật phẩm ảo trong game bằng tiền thật (Microtransaction) và thường yêu cầu kết nối trực tuyến.

## Phát triển
Metal Gear Survive đã được công bố vào ngày 16 tháng 8 năm 2016 trong sự kiện Gamescom 2016. Đây không phải là lần đầu tiên khái niệm về một game zombie bị mang ra đùa giỡn, như Hideo Kojima đã nói vào ngày 29 tháng 4 năm 2013 rằng ông luôn muốn làm một thứ như vậy trong suốt quá trình phát triển của Metal Gear Solid V, và Kojima đã yêu cầu Platinum Games rằng phần tiếp theo của Metal Gear Rising: Revengeance có Gray Fox chống lại các zombies có khả năng nanomachine. Sự phát triển của trò chơi được gợi ý vào ngày 17 tháng 12 năm 2015, khi Konami bắt đầu tuyển dụng một đội ngũ nhân viên phát triển Metal Gear mới. Trò chơi sử dụng Fox Engine.
Chủ tịch Konami châu Âu Tomotada Tashiro đã mô tả Metal Gear Survive là một "sự tươi mới dành cho những yếu tố hành động lén lút vang lừng của sê-ri", với "thiết lập co-op duy nhất được thiết kế cho một trải nghiệm nhiều người chơi."
Trong một cuộc phỏng vấn với Dengeki PlayStation, nhóm phát triển đã tuyên bố rằng người chơi sẽ có thể tùy biến nhân vật của họ, sử dụng một số vũ khí và phát triển thiết bị của riêng mình cho phù hợp với phong cách chơi của họ. Nhóm cũng tuyên bố rằng trong khi có thể lén dùng mưu mẹo xung quanh kẻ thù khi chơi solo, sẽ rất khó khăn khi bắt được sóng của họ so với chơi co-op.
Tại Tokyo Game Show (TGS) vào tháng 9 năm 2016, một bản demo đã tiết lộ chiếc Fulton Cannon sẽ xuất hiện. Người chơi có thể tùy ý hồi sinh các sinh vật để đổi lấy tài nguyên xây dựng, thu mua tài nguyên này, tự phục hồi trong menu chính và người chơi có thể phát triển nhiều thứ từ nguồn tài nguyên được thu thập, từ các biện pháp phòng thủ đến các biện pháp tấn công. Người chơi cũng có thể phân chia mọi thứ tùy theo sở thích của mình.
Trong một buổi trình diễn tại TGS 2016, Hideo Kojima được hỏi liệu anh có liên quan gì đến Metal Gear Survive hay không. Anh nói rằng trò chơi này "chẳng dính líu gì đến [anh ta]," dòng game Metal Gear này là về "hư cấu chính trị và hoạt động gián điệp", và zombie không phù hợp với tầm nhìn của anh ta về dòng game này, bất chấp những lời nhận xét trước đó của anh ta có liên quan đến phần tiếp theo của Metal Gear Rising: Revengeance với zombie. Yoji Shinkawa cũng nói rằng anh ta không có dính dáng gì đến tựa game này. Ông nói đùa rằng Metal Gear Survive sẽ có mechs nếu anh ta bắt tay vào làm.
Trò chơi sẽ được phát hành vào ngày 20 tháng 2 năm 2018 tại Bắc Mỹ, 21 tháng 2 năm 2018 tại Nhật Bản, và 22 tháng 2 năm 2018 ở châu Âu, Úc và New Zealand.

## Đón nhận
Metal Gear Survive đã nhận được phản hồi tiêu cực từ những người hâm mộ Metal Gear sau thông báo của họ, một phần do những tranh cãi xung quanh sự ra đi của Kojima khỏi Konami. Những lời phàn nàn tập trung vào thể loại và chủ đề của trò chơi (được gọi là "chung chung" khi nó xoay quanh việc chống lại kẻ thù trông giống như zombie thông qua mục chơi co-op và chơi nối mạng), tài sản được tái chế từ Metal Gear Solid V, giao dịch mua vật phẩm ảo trong game bằng tiền thật (Microtransaction), yêu cầu kết nối internet liên tục và sự thiếu vắng cảm giác chung của các bản Metal Gear trước đó. Phiên bản beta của trò chơi và các bản xem trước khác đã thu hút được sự phản hồi từ giới phê bình.